# Callimus akbesianum
Callimus akbesianum là một loài bọ cánh cứng trong họ Cerambycidae.